# Cucullia taiwana
Speidelia taiwana là một loài bướm đêm trong họ Noctuidae.